# 文德尔施泰因山
文德尔施泰因是德国巴伐利亚州境内的一座1838米高的山峰，属于阿尔卑斯山脉。由于它的位置从它的顶部可以俯视巴伐利亚阿尔卑斯山麓的丘陵地区，而且可以从很远的地方就可以看到它。它位于因河河谷边上，它的峰顶通过一条索道与低处的齒軌鐵路相连。
山下的地方包括巴伐利亚采尔和布兰嫩堡等。

## 地理

### 地质
文德尔施泰因主要由上三叠纪的石灰岩组成，其石灰是热带生活在浅海的海藻的骨骼遗留下来的。岩石的颜色从灰白色到淡灰色，也有杂色的。

### 气候

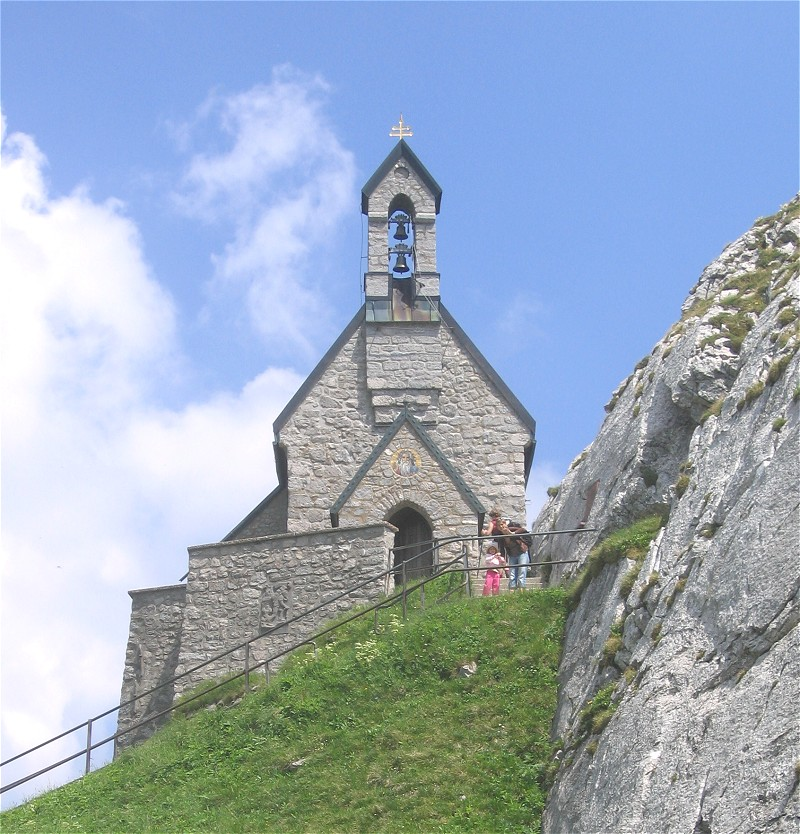
文德尔施泰因教堂

年平均降雨量为1714毫米，因此非常高，是德国降雨量最高的20个地方之一，德国气象服务99%的测量站的降雨量均比这里低。10月是最干燥的月份，7月是降雨量最高的月份。7月的降雨量比10月高2.6倍，因此在一年内降雨量的波动很大。在德国仅有3%的气象站的降雨量波动比这里高。

降雨量

## 开发

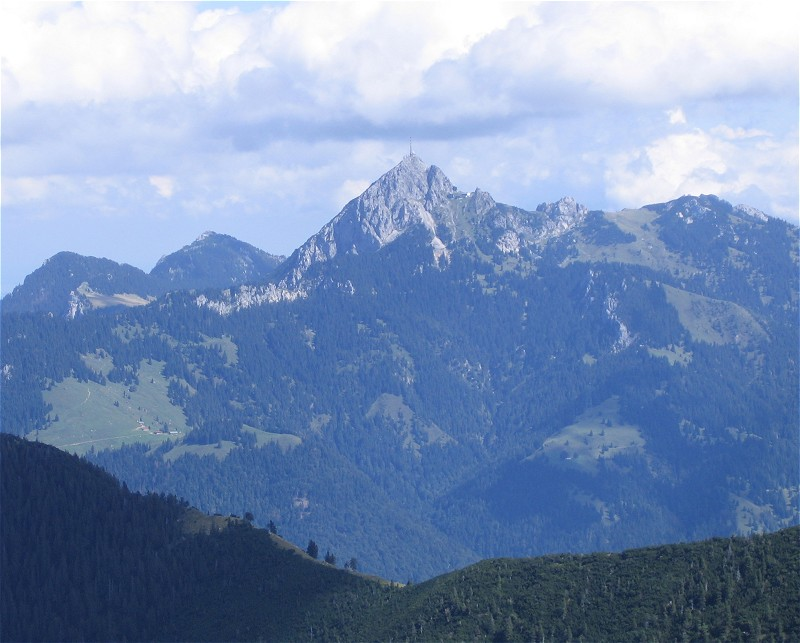
从西看文德尔施泰因

在山顶有一座小圣堂、一座天文台、一座气象台、一座地质公园和一座从远处就可以看到的巴伐利亚广播公司发射站。在山顶下约一百米的地方有一座旅店、索道和齒軌鐵路的终点站、发射站的操作建筑，此外这里还有高山援救的值勤站和著名的文德尔施泰因教堂。
在旅店周围的建筑和比它们高100米的山顶之间有一条修筑的道路相连，使用阶梯和羊肠小道即使是没有登山经验的人也能到达山顶。但是在冬季这条路无法使用，因此天文台、气象台和电台的工作人员可以使用一条隧道通过电梯到达山顶。
文德尔施泰因的齿轨铁路是1912年修造的，是巴伐利亚目前依然在运行的齿轨铁路中最老的。1990年代初它被翻新，使用现代的齿轨列车，从山脚到山上的时间从50多分钟缩短到半小时。
在齿轨铁路终点站附近有一座可以参观的山洞，里面有一些石钟乳。在这座山洞里即使到夏天也可以保存冰。
虽然文德尔施泰因上有许多建筑物，但是由于上面远眺的风景优美，加上有索道和齿轨铁路很容易上去，因此时巴伐利亚阿尔卑斯山中最著名和游客最多的山之一。

## 文德尔施泰因教堂

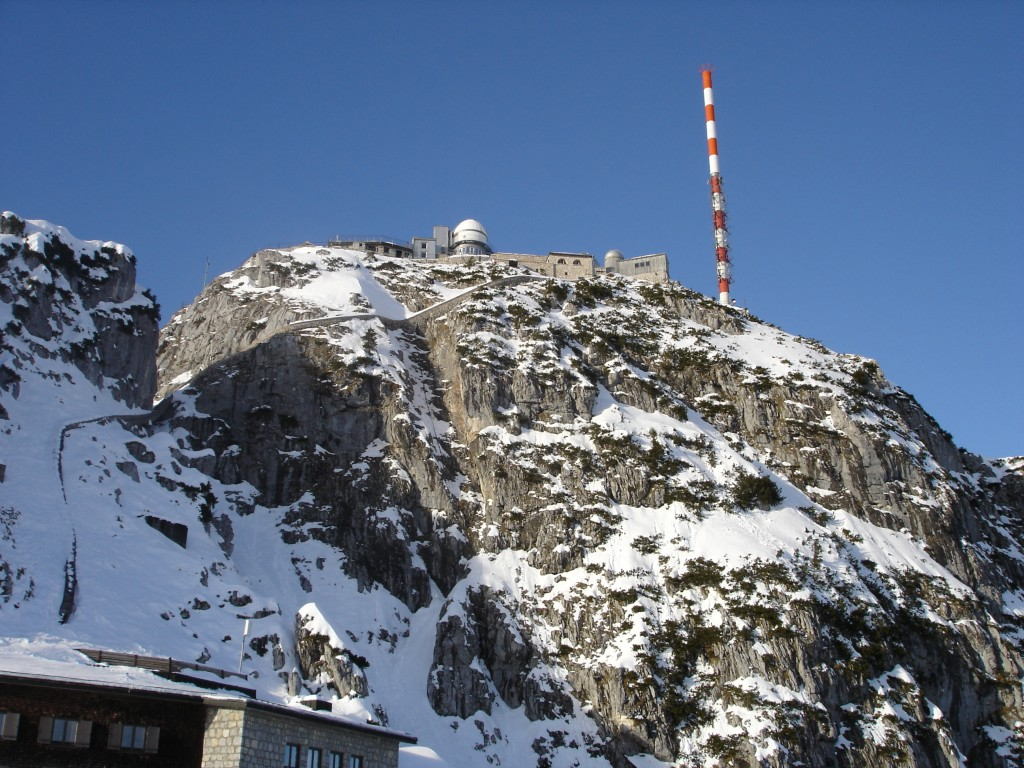
巴伐利亚广播公司在文德尔施泰因上的发射装置

1889年7月1日在山顶下一百米处的一块岩脊上奠基。1890年8月20日至今为止德国位置最高的教堂启用。它被奉献给保佑巴伐利亚的圣母，属于天主教慕尼黑-弗赖辛总教区。它是德国最高的教堂，比它还要高的只有小圣堂，而没有教堂了。夏天里教堂里定期举行神事和洗礼。
文德尔施泰因往往被误称为文德尔施泰因小圣堂，但是实际上这不但从教会法的观点来看是错误的，因为实际上在山顶上的确还有一座文德尔施泰因小圣堂。这座木结构建筑比文德尔施泰因教堂要老得多。在19世纪初就已经有对它的报道了。

## 气象台和天文台

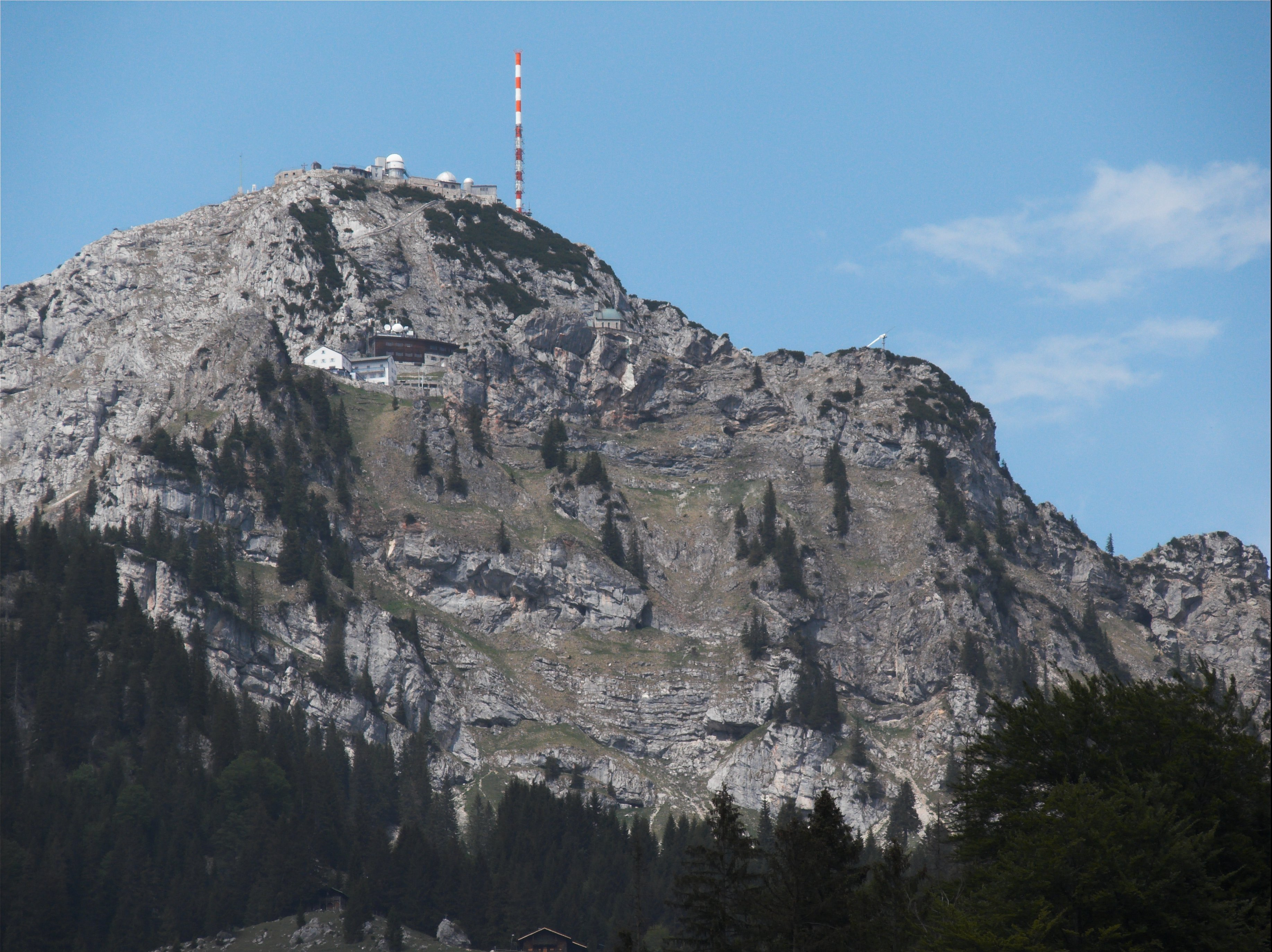
从拜尔里希采尔看山顶

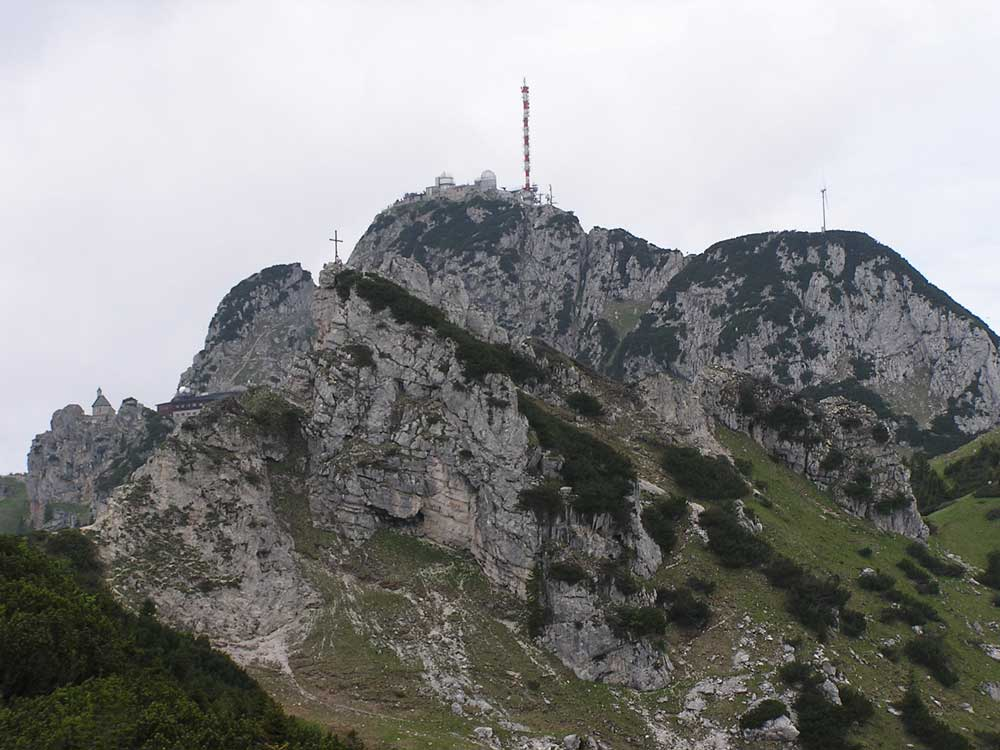
从东南看文德尔施泰因

在山顶上有一座全时工作的德国气象局气象台和慕尼黑大学天文和天体物理学研究所的一座天文台。文德尔施泰因每年有120多个晴夜，因此是德国比较良好的天文观测场所。
1804年在山顶小圣堂里设立了一个临时性的观察站，进行了在文德尔施泰因最早的气象观察。但是雷阵雨、风暴、雪和雨往往使得无法观测。1883年巴伐利亚慕尼黑王家中心气象台在1700米高处设立了文德尔施泰因气象台，这是巴伐利亚王家气象台首次在阿尔卑斯山上设立气象台。气象台与慕尼黑之间的信件在冬季是通过阿尔卑斯山协会的会员、在夏季通过旅游者传递的。今天在山顶的气象台是1962年建造的，它全年全时有职工操作。
1939年12月卡尔－奥托·基本霍伊尔为納粹德國空軍建造了一座太阳观测站，目的是通过观测太阳活动为军事电讯选择最佳频率。第二次世界大战后美军使用它进行同样的研究。从1949年开始它属于慕尼黑大学。在1960年代里天文台又获得了一台日冕仪来研究太阳的大气层。由于空气污染的增加已经研究重点逐渐转移到夜间天文学1980年代里停止太阳观测。今天这里的主要研究工作是使用一台80厘米反射望远镜和電荷耦合元件通过观测掩星来寻找太陽系外行星和矮星系里的变星。2011年这台80厘米望远镜将被一台两米望远镜取代。
从1950年至1960年在文德尔施泰因的东峰有过一座私人天文台。1965年这座天文台被拆除，今天只有其地基还可见。在该处曾经一度设立过一台風力發動機，但是这台風力發動機也于2007年被拆除了。

## 滑雪
文德尔施泰因有一座小，但是难度高的滑雪场。从1995年至1997年由于与当地的一名农民发生法律争议因此滑雪场被关闭。
虽然在过去40年里多次进行爆破但是文德尔施泰因滑雪场依然非常陡，只有有经验的人才能在上面滑雪。其中最可怕的是东道，它全长3.8千米，落差500米。另外从旅馆出来的必经之地虽然只有几百米长，但是陡度也同样大。

## 外部連結
- 圖片 文德尔施泰因